# Mike Bithell
Michael Bithell, né en 1985, est un concepteur et développeur de jeu vidéo indépendant britannique. Il est surtout connu pour son travail sur Thomas Was Alone et Volume. Il anime régulièrement le podcast Play, Watch, Listen, avec Alanah Pearce, Troy Baker et Austin Wintory.

## Carrière

### Jeunesse
Bithell programme des jeux dès le lycée et rend notamment des jeux plutôt que des essais en cours grâce à un professeur d'histoire collaboratif.

### Thomas Was Alone
Bithell développe de façon indépendante une première version du jeu vidéo Thomas Was Alone en 2010 alors qu'il travaille pour Blitz Games Studios, où il est concepteur junior, puis game designer de niveaux sur des jeux tels que Tak and the Guardians of Gross, Invincible Tiger: The Legend of Han Tao, iCarly et Dead to Rights: Retribution, de 2007 à 2011,. Il développe le prototype de jeu en 24 heures et le publié gratuitement en ligne sur le site Web de Kongregate ; il est alors joué 100 000 fois au cours de la première semaine. 
Il rejoint Bossa Studios en février 2011, travaillant à étendre le jeuThomas basé sur Flash à un titre complet et utilisant le moteur Unity pendant son séjour là-bas. Le jeu complet sort le 30 juin 2012 et se vend à plus d'un million d'exemplaires, remportant un BAFTA aux 9èmes British Academy Games Awards dans la catégorie "Best Performer" (pour le narrateur Danny Wallace) et recevant deux autres nominations ("Meilleure musique originale" et "Meilleure histoire"),,,. 

### Jeux suivants
Il quitte Bossa en janvier 2013 pour "se concentrer sur le développement indépendant",. Il travaille ensuite sur un jeu d'infiltration basé sur Robin Hood nommé Volume, qui est sorti le 18 août 2015 pour les plateformes Windows, OS X et PlayStation 4 et Vita. En 2016, il sort EarthShape, un jeu de réalité virtuelle pour Google Daydream en collaboration avec le compositeur Russell Shaw et l'animateur Tim Borelli sur le projet. Le jeu met aussi en vedette le doublage de la comédienne britannique Sue Perkins. 
En août 2017, Bithell sort le nouveau jeu Subsurface Circular, un premier de ce qu'il appelle "Bithell Shorts" qui sont conçus comme des jeux courts et narratifs. En mai 2018, il publie un autre jeu court intitulé Quarantine Circular.
En 2019, Bithell est le développeur principal de John Wick Hex, un jeu vidéo basé sur la série de films John Wick.

### Opinions
Bithell a une notoriété significative dans l'industrie vidéoludique en raison à la fois du succès inattendu de Thomas et également de ses opinions sur l'industrie actuelle dans son ensemble,,,,. Il décrit notamment les problèmes des autres développeurs indépendants produisant des jeux mobiles, commentant notamment sur les problèmes soulevés par lees mécanismes de jeu free-to-play,,.
Il anime régulièrement le podcast Play, Watch, Listen, avec Alanah Pearce, Troy Baker et Austin Wintory.

## Jeux
- Thomas Was Alone - 2012, auto-publié
- Volume - 2015, Bithell Games
- Subsurface Circular - 2017, Bithell Shorts
- Quarantine Circular - 2018, Bithell Shorts
- John Wick Hex - 2019, Bithell Games / Good Shepherd Entertainment
- The Solitaire Conspiracy - 2020, Bithell Games[20]